# Кавана, Джулия
Джулия Кавана (англ. Julia Kavanagh, 1824—1877) — английская романистка, дочь лингвиста и историка Моргана Кавана.
Получила образование в Париже. Лучшие её романы: «The Three Paths», «Madeleine», «Nathalie» (Кавана противопоставляет в романе северную, тевтонскую Францию южной, римско-кельтской), «Daisy Burns», «Queen Mab», «Beatrice», «Sibyl’s second love» «Dora», «Silvia».
Кавана известна и рядом биографических трудов: «Women in France during the XVIII century» (Лондон, 1851), «Women of Christianity, exemplary for Acts of Piety and Charity» (Лондон, 1852), «French Women of Letters» (Лондон, 1862).